# Tenniöjoki
Tenniöjoki är ett vattendrag i Finland. Det ligger i den norra delen av landet, 800 km norr om huvudstaden Helsingfors.